# احمد المسعودی
احمد المسعودی (انگلیسی: Ahmed El Messaoudi؛ زادهٔ ۳ اوت ۱۹۹۵) بازیکن فوتبال اهل بلژیک است.
از باشگاه‌هایی که در آن بازی کرده‌است می‌توان به باشگاه فوتبال استاندارد لیژ، باشگاه فوتبال مشلان، و باشگاه فوتبال لیرسه اشاره کرد.
وی همچنین در تیم‌های ملی فوتبال مراکش بازی کرده‌است.